# Sorikmarapi
De Sorikmarapi is een stratovulkaan op het eiland Sumatra in Indonesië. De vulkaan heeft een hoogte van 2145 meter en een krater met een diameter van 600 meter. De Sorikmarapi is een actieve vulkaan die voor het laatst in 1986 tot uitbarsting kwam. Eerdere erupties werden geregistreerd in 1879, 1892, 1893, 1917 en 1970.
De beboste vulkaan bevindt zich in het regentschap Mandailing Natal, provincie Noord-Sumatra, en maakt deel uit van het Nationaal park Batang Gadis.